# Jean-Paul Girres
Jean-Paul Girres (ur. 6 marca 1956 w Luksemburgu) – piłkarz luksemburski grający na pozycji pomocnika. W swojej karierze rozegrał 58 meczów w reprezentacji Luksemburga i strzelił w nich 2 gole.

## Kariera klubowa
Karierę piłkarską Girres rozpoczął w klubie Unionie Luksemburg. W sezonie 1977/1978 zadebiutował w jego barwach w pierwszej lidze luksemburskiej. W Unionie występował do końca sezonu 1982/1983.
W 1983 roku Girres przeszedł do Aveniru Beggen. W sezonie 1983/1984 wywalczył z nim tytuł mistrza Luksemburga, a także zdobył Puchar Luksemburga. W sezonie 1985/1986 ponownie został mistrzem kraju, a w sezonie 1986/1987 ponownie zdobył puchar kraju.
W 1991 roku Girres odszedł do Swiftu Hesperange. W 1992 roku zakończył w nim swoją karierę.

## Kariera reprezentacyjna
W reprezentacji Luksemburga Girres zadebiutował 10 września 1980 roku w przegranym 0:5 meczu eliminacji do MŚ 1982 z Jugosławią, rozegranym w Luksemburgu. W swojej karierze grał też w: eliminacjach do Euro 84, MŚ 1986, Euro 88, MŚ 1990, Euro 92 i MŚ 1994. Od 1980 do 1992 roku rozegrał w kadrze narodowej 58 meczów, w których strzelił 2 gole.